# Archena
Archena är en kommun i Spanien. Den ligger i den autonoma regionen Murcia i södra delen av landet, 300 km sydost om huvudstaden Madrid. Antalet invånare är 20 976 (2024).